# Musica postmoderna
La musica postmoderna è sia uno stile musicale che una condizione musicale. Come stile musicale, la musica postmoderna ha le caratteristiche dell'arte postmoderna; cioè dell'arte dopo il modernismo. Favorisce l'eclettismo sotto forma di genere musicale, e spesso combina le caratteristiche di diversi generi. Tende ad essere autoreferenziale e ironica, e sfuma i confini tra l'arte e il kitsch. Altre volte la musica postmoderna recupera stilemi del passato ritenendoli archetipicamente legati all'essere umano in modo pre-culturale e quindi si contrappone all'idea modernista di evoluzione estetica. In tal senso si contrappone violentemente alle avanguardie del '900. Daniel Albright (2004) riassume i tratti dello stile postmoderno in bricolage, multi-stilismo e casualità. 
Come condizione, la musica postmoderna è semplicemente lo stato della musica nella postmodernità. In questo senso, la musica postmoderna non ha un particolare stile o caratteristica, e non è necessariamente postmoderna nello stile. In ogni caso, la musica della postmodernità differisce da quella della modernità nel fatto che mentre la musica moderna veniva valutata per i suoi fondamentali e la sua espressione, la musica postmoderna viene valutata sia come prodotto di consumo che come indicatore simbolico di identità. Per esempio, un ruolo significativo della musica nella società postmoderna è di agire come linguaggio per mezzo del quale le persone possano mettere in evidenza la propria identità in quanto membri di una particolare sottocultura. 
Per quanto postdatato, un particolare richiamo a queste tendenze lo si deve in larga misura alla recente diffusione del fenomeno Vaporwave Music, in quanto ironico fruitore e diffusore di elementi estetici, sonori e visivi di una particolare cultura di massa annoverabile al decennio 1980 e 1990. 